# Ахвердов, Абдуррагим-бек Асад-бек оглы
Абдуррагим-бек Асад-бек оглы Ахвердов (Ахвердиев) (Абдуррагимбек Асадбей оглы Ахвердов, Абдул-Рахим бек Ахвердов) (азерб. عبدالرحیم بك حق وئردیف, Əbdürrəhim bəy Əsəd bəy oğlu Haqverdiyev; 17 [29] мая 1870, Шуша — 12 декабря 1933, Баку) — азербайджанский писатель, драматург, переводчик, публицист, театральный и общественный деятель, классик азербайджанской литературы.
Заслуженный деятель искусств Азербайджанской ССР (1929), один из первых пяти депутатов Первой Госдумы России от Азербайджана, первый дирижёр во время демонстрации оперы «Лейли и Меджнун», основатель и руководитель театрального общества и общества писателей Азербайджана. Первый Посол Азербайджана в Горской Республике, а затем в Армении.

## Биография
Абдуррагим-бек Ахвердов родился 17 (29) мая 1870 года в городе Шуша в бекском роду Ахвердиевых. Его отец Асадбек был секретарём в уездном управлении. После того как в три года Абдуррагим потерял отца, он некоторое время жил у дяди. В 1880 году отчим Абдуррагима Г. Садыгбеков отдаёт его в школу. В 1890 году Ахвердов окончил шестой класс Шушинского реального училища и поступил в последний класс Тифлисского реального училища.

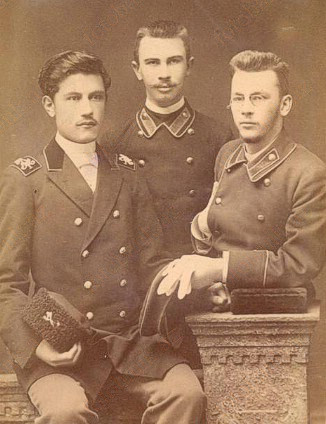
Ахвердов (слева), будучи студентом в Петербурге

В 1891 Ахвердов, после окончания Тифлисского реального училища, для продолжения образования поехал в Петербург, где поступил в институт инженеров железнодорожного транспорта, и одновременно в качестве вольнослушателя посещал курсы восточного факультета университета. В Петербурге будущий драматург интересовался театром, часто посещал спектакли Александринского театра. Свои первые драматические произведения «Съешь гусиного мяса, узнаешь его вкус» (1892) и «Разорённое гнездо» (1896) написал в Петербурге.
В драме «Разорённое гнездо»(«Рассыпавшийся союз») Ахвердов изобразил разложение русского и азербайджанского дворянства в конце XIX века, социальную и семейную трагедию помещика. В пьесе «Несчастный юноша» (1900) Ахвердов впервые в азербайджанской драматургии создал образ молодого человека, вступающего в борьбу с патриархально-феодальными порядками. В исторической трагедии «Ага Мухаммед-шах Каджар» (1907) создал обобщённый образ восточного деспота. Пьеса Ахвердова «Волшебница пери» (1901), отразившая влияние на творчество символистской драматургии, утверждала идею непротивления злу.
Лучшие произведения Ахвердова выражают протест против угнетения народа, призывают к борьбе с пережитками феодализма, невежеством. А. Ахвердов, как и Н. Везиров, показывал разложение феодального строя, деградацию помещиков, но он расширил рамки бытовой драматургии, углубил социальный смысл своих пьес, создал образы героев, вступающих в борьбу за справедливость, протестующих против насилия. Пьесы автора шли во всех азербайджанских дореволюционных труппах. Ахвердов участвовал в развитии национального театра также и как организатор, режиссёр. В 1899—1900 годах он руководил Шушинской драматической труппой, позднее работал вместе с Г. Махмудбековым, Д. Зейналовым в бакинской труппе, осуществляя постановку спектаклей. Ахвердов добился значительных успехов в деятельности этого коллектива, с 1900 года труппа стала профессиональной. В 1901—1903 он поставил в этом театре пьесы Наджаф-бека Везирова, М. Ф. Ахундова и др. А. Ахвердов руководил труппой до 1904 года. Ахвердов был идейным руководителем национального театра в период его становления, возглавлял борьбу за сценичический реализм, демократическую направленность азербайджанского театрального искусства, стремился обогатить репертуар, использовать опыт передовой русской культуры, добиться естественности, ансамбля в актёрском исполнении.
В 1904 году Ахвердов был избран в Шушинское городское самоуправление. В 1906 году был избран депутатом 1-й Государственной Думы от Елизаветпольской губернии.
С 1907 года Ахвердов — один из ведущих авторов сатирического журнала «Молла Насреддин», где помещает рассказы, фельетоны, статьи, резко критикующие буржуазно-помещичий строй, господствующие классы.
В советское время драматург написал пьесы «В тени дерева» (1926), «Старое поколение» (1927, в которой по-новому раскрывает тему крушения дворянского мира, обличает пережитки прошлого, «Женский праздник» (1928), «Товарищ Кёр-оглы» (1932). Пьесы Ахвердова шли в Азербайджанском драматическом театре им. Азизбекова и других коллективах республики. Автор очерка «Из истории азербайджанского театра». Переводил Шекспира, Шиллера, Вольтера, Э. Золя, рассказы М. Горького, А. П. Чехова, В. Г. Короленко и др.

## Личная жизнь
Ахвердов был женат на сводной родственнице — Тукязбан (дочь от первого брака мужа сестры деда по отцовской линии), однако детей у них не было. Ахвердов воспитывал дочь своей сестры Фатму, впоследствии удочеренная она до конца его дней находилась возле него. Это угнетало Тюкязбан ханым, которая винила себя в отсутствии детей. И как ей ни было тяжело, она приняла решение расстаться с Абдуррагим-беком, чтобы тот мог создать новую семью и завести ребёнка. Второй раз Ахвердов женился на польке русско-татарского происхождения Евгении Осиповне, с которой познакомился во время пребывания в Польше. От этого брака детей тоже не было.

## Произведения

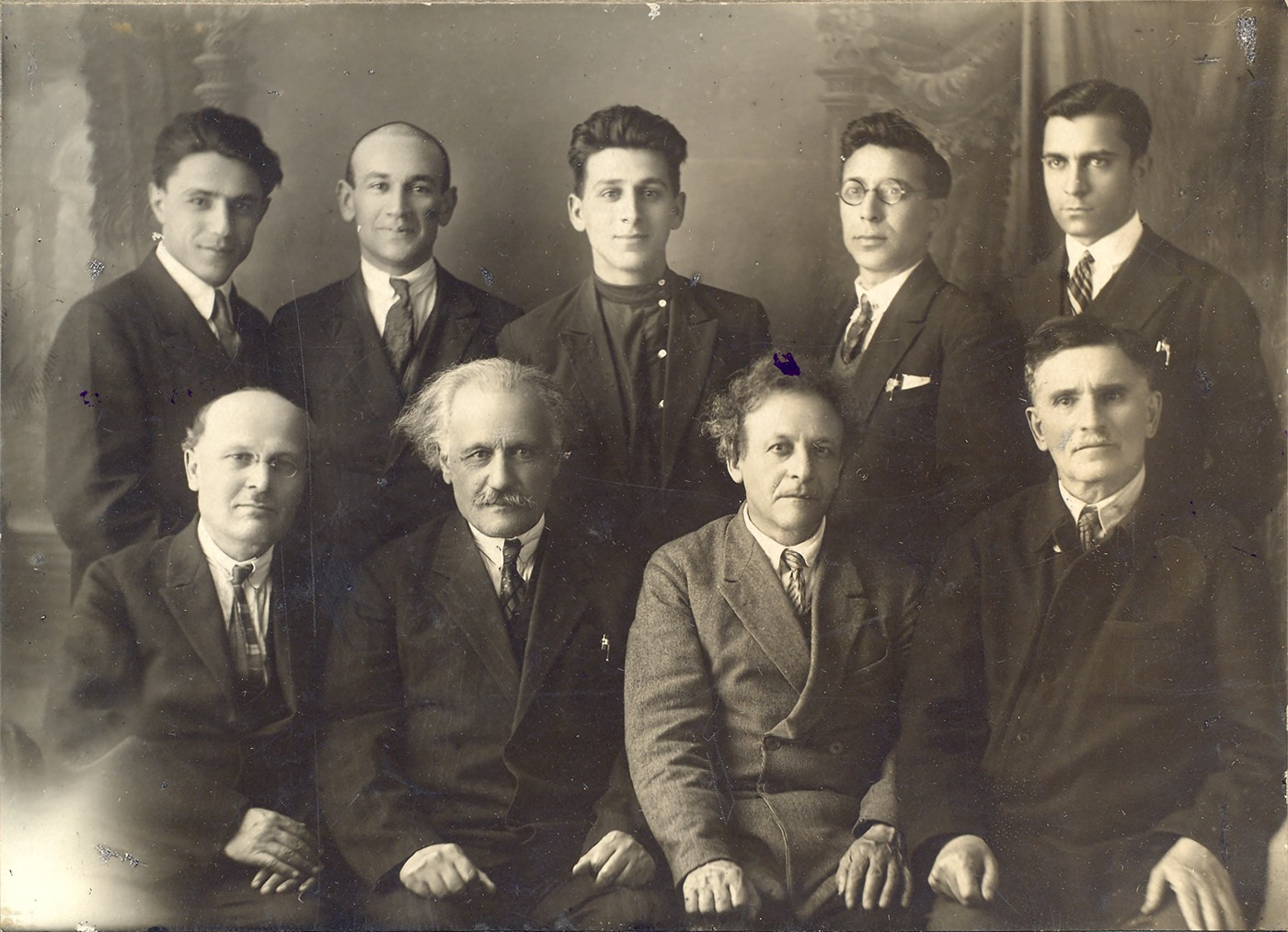
Деятели культуры Азербайджана. Стоят (слева направо): Асаф Зейналлы, Сулейман Рустам, Расул Рза, Джафар Джаббарлы, Афрасияб Бадалбейли. Сидят (слева): Антон Маилян, Абдуррагим-бек Ахвердов, Гибо Корнелли, Рзагулу Наджафов. Баку, 1930 год

- «Съешь гусиного мяса, узнаешь его вкус» (1892),
- «Разорённое гнездо» (1896),
- «Несчастный юноша» (1900),
- «Волшебница пери» (1901),
- «Друзья нации» (1905),
- «Ага Мухаммед-шах Каджар» (1907),
- «Кто виноват?»,
- «Голодные простаки» (1911),
- «Химера»,
- «Красная старуха» (1921),
- «Старый тарист» (1922),
- «Любовь падишаха»,
- «Двери правосудия»,
- «В тени дерева» (1926),
- «Вавейла» (1926),
- «Жертва сцены» (1926),
- «Старое поколение» (1927),
- «Отчий дом»,
- «Мешади Гулам учиться дикции»,
- «Женский праздник» (1928),
- «Камран»,
- «Сорока»,
- «Товарищ Кёр-оглы» (1932),
- «Очень хорошо» (1932),
- «Каменщик» (1932),

Всего более 80-ти произведений.

## Память

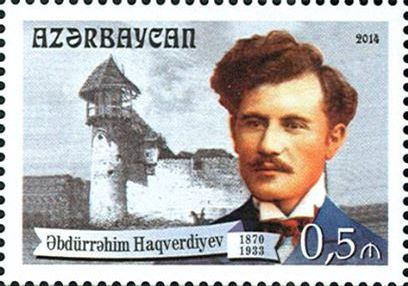
На почтовой марке Азербайджана (2014)

- Агдамский государственный драматический театр имени А. Ахвердова
- На почтовой марке Азербайджана (2014)

## Фотогалерея

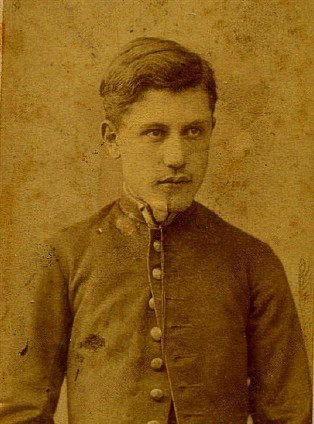
В детстве в Шуше
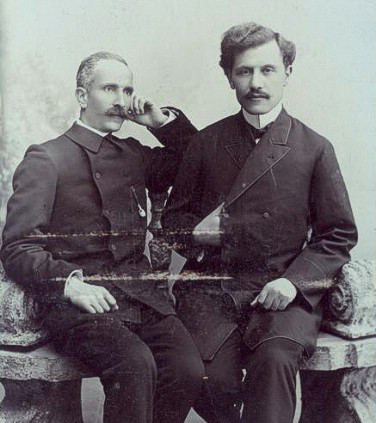
С Габиб-беком Махмудбековым в 1890 году
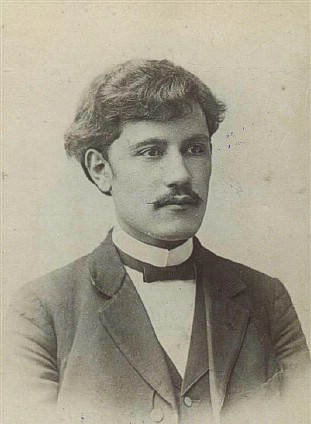
В 1896 году
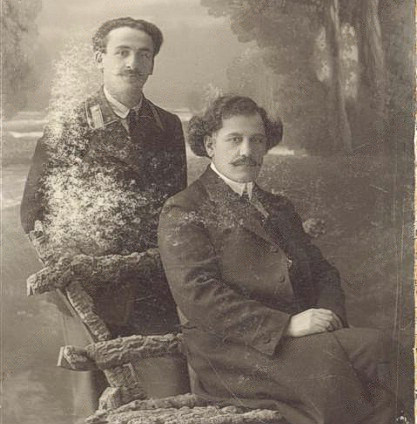
С Гусейном Мирзаджмаловым в Тифлисе в 1899
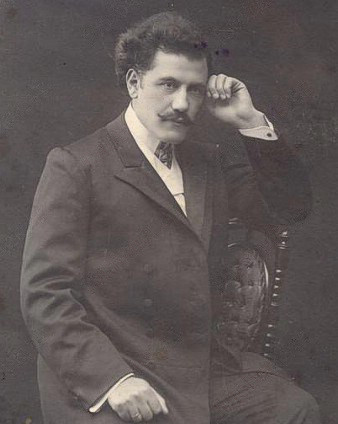
В 1908 году в Баку
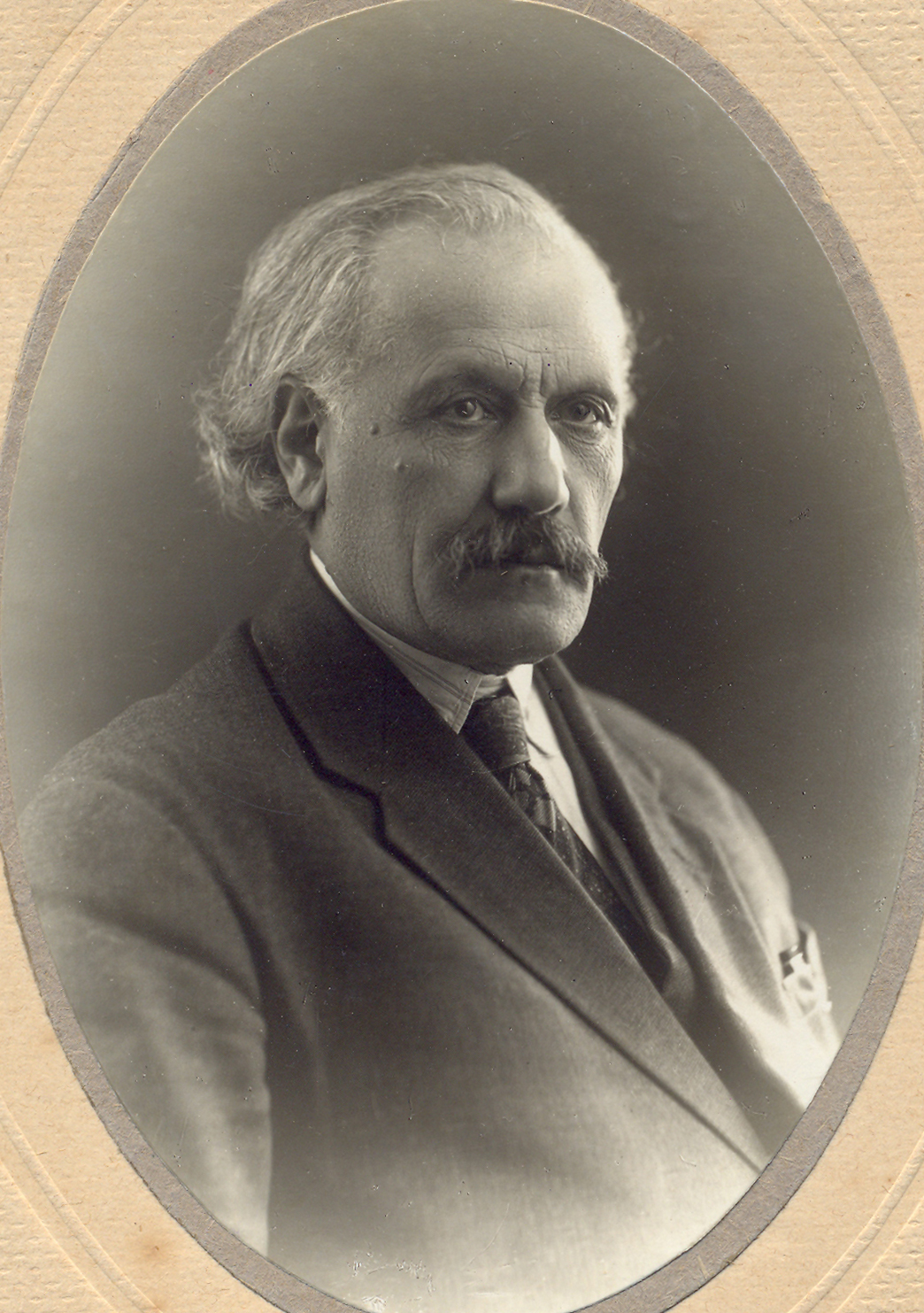
В 1933 году

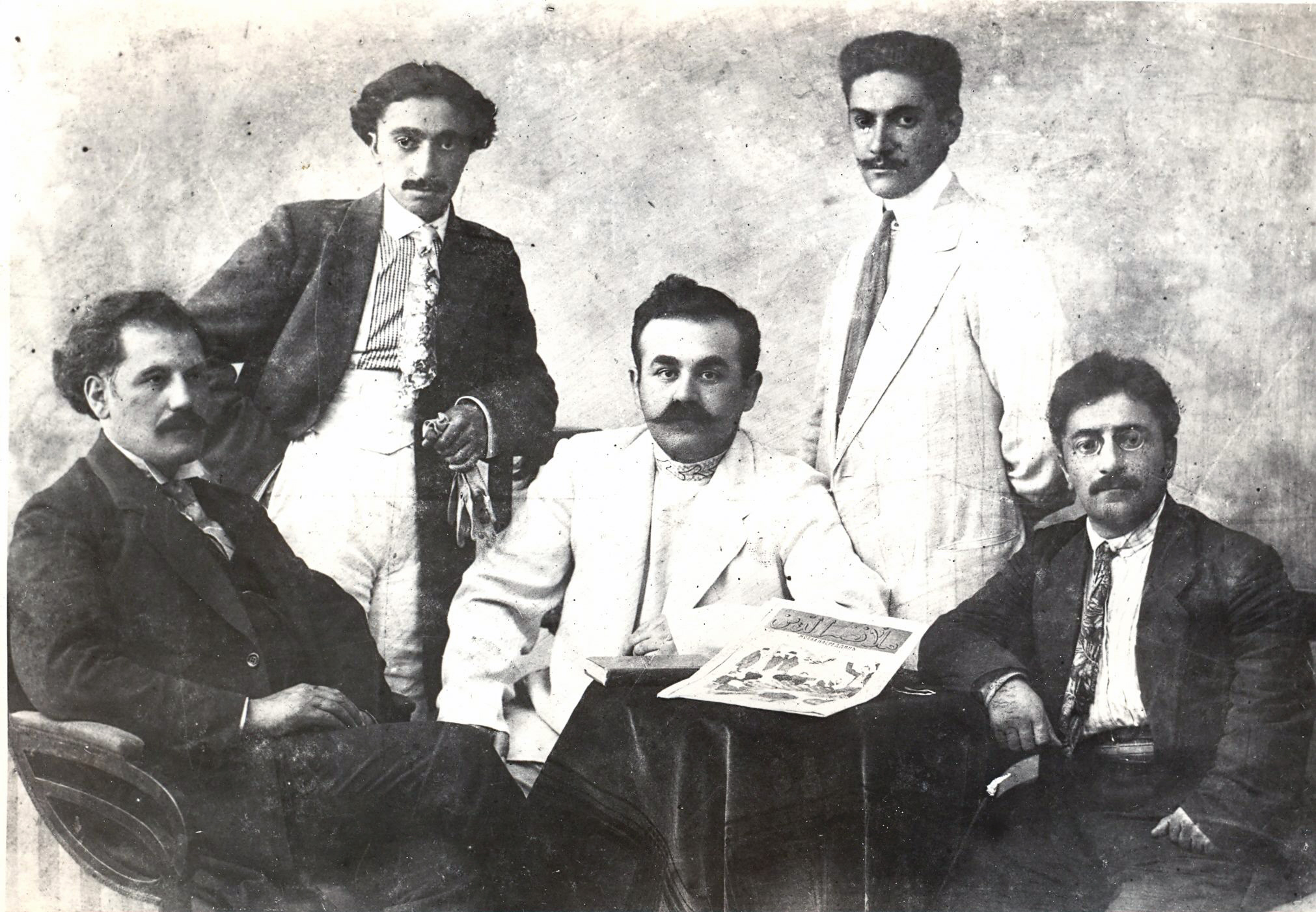
Слева направо: Абдуррагим-бек Ахвердов, Рзакули Наджафов, Салман Мумтаз, Зейнал Мамедов, Аликули Гамгюсар
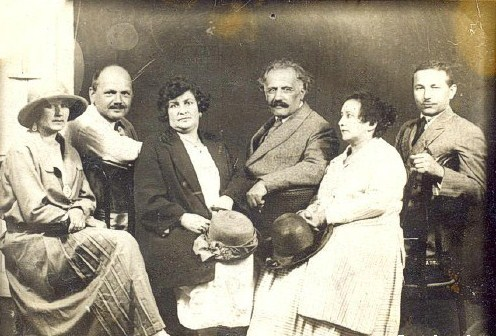
Самойлович, Ахвердов и Чобанзаде с супругами. Ленинград, 1925 год
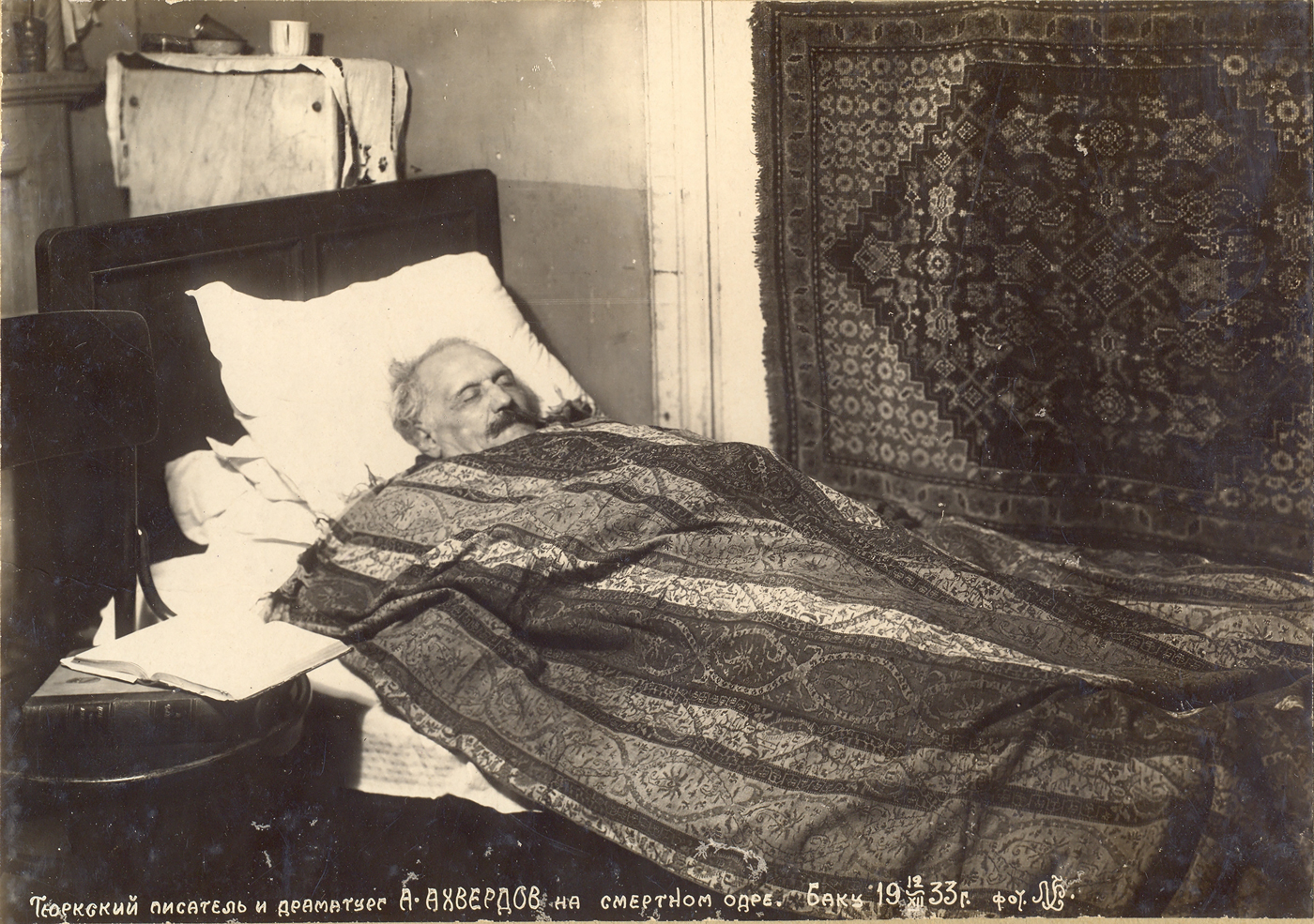
Абдуррагим-бек Ахвердов на смертном одре в 1933 году